# Georges Canépa
Georges Canépa (8 juillet 1913 à Beausoleil, Alpes-Maritimes, mort le 3 septembre 1957 au-dessus de Médéa en Algérie) est un officier français, résistant, Compagnon de la Libération.

## Carrière militaire
Sergent-chef en 1939, son unité est stationnée à Alger lors de l'Armistice de 1940. IL décide de rejoindre Gibraltar, puis rejoint la Grande-Bretagne par bateau le 17 juillet 1940. Il est engagé dans les Forces aériennes françaises libres (FAFL). Il participe avec le Groupe de bombardement GRB1 à la bataille de Koufra. Aviateur de bombardement, chef de section et de formation, il participe aux campagnes d'Italie, de France et d'Allemagne ; il termine la guerre comme capitaine, commandant d'escadrille.
Il continue sa carrière dans l'Armée de l'Air. En décembre 1956, il prend le commandement d'une escadre d'hélicoptères à  Boufarik (Algérie). Malgré ses charges de commandement, il participe lui-même à de nombreuses missions aériennes. Il trouve la mort le 3 septembre 1957, lorsque son appareil est abattu par les rebelles ennemis dans la région de Médéa.

## Décorations
- Commandeur de la Légion d'honneur
- Compagnon de la Libération par décret du 26 septembre 1945[1]
- Croix de guerre 1939-1945 (6 citations)
- Croix de la Valeur militaire
- Médaille de la Résistance française avec rosette par décret du 31 mars 1947[2]
- Médaille de l'Aéronautique
- Médaille coloniale avec agrafes "Koufra", "Fezzan", "Fezzan-Tripolitaine"
- Distinguished Flying Cross (États-Unis)
- Air Medal (États-Unis)
- Presidential Unit Citation (États-Unis)

Il reçoit la médaille d'Or de l'Aéro-club de France

## Citation (littéraire)
Canépa est cité par Romain Gary dans son roman autobiographique La Promesse de l'aube (1960) [orthographié Caneppa] : ils se rencontrent sur un bateau français pour aller de Gibraltar vers l'Angleterre mais Romain Gary part sur un navire anglais.